# Šahinovići (Federacja Bośni i Hercegowiny)
Šahinovići – wieś w Bośni i Hercegowinie, w Federacji Bośni i Hercegowiny, w kantonie środkowobośniackim, w gminie Kiseljak. W 2013 roku liczyła 2 mieszkańców – Boszniaków.